# Колчина, Ольга Павловна
Ольга Павловна Колчина (1 июня 1918, Москва — 15 мая 2017) — советский хозяйственный, государственный и политический деятель.

## Биография
Родилась в 1918 году в Москве. Член ВКП(б) с 1946 года.
С 1939 года — на хозяйственной, общественной и политической работе. В 1939—1989 гг. — на хозяйственной, комсомольской работе в Воронежской области, инструктор Красногорского городского комитета ВКП(б), 1-й секретарь Красногорского городского комитета КПСС, 2-й секретарь Московского областного комитета КПСС, 2-й секретарь Московского промышленного областного комитета КПСС, секретарь Московского областного комитета КПСС, заместитель председателя Президиума Верховного Совета РСФСР.
Избиралась депутатом Верховного Совета СССР 6-го созыва, Верховного Совета РСФСР 7-го, 8-го, 9-го, 10-го, 11-го созывов.
Умерла 15 мая 2017 года. Похоронена на Кунцевском кладбище в Москве (участок 10).